# The Sun Sessions
The Sun Sessions – album kompilacyjny (składankowy) Elvisa Presleya, zawierający utwory, które nagrał w Sun Studios w latach 1954/55 i wydany 22 marca 1976 roku przez RCA Records.
W 2003 album został sklasyfikowany na 11. miejscu listy 500 albumów wszech czasów magazynu Rolling Stone.

## Lista utworów

### Strona 1
1. „That’s All Right (Mama)" (Arthur Crudup) – 1:57 (from single, 1954)
2. „Blue Moon of Kentucky" (Bill Monroe) – 2:04 (from single, 1954)
3. „I Don’t Care if the Sun Don’t Shine" (Mack David) – 2:28 (from single, 1954)
4. „Good Rocking Tonight" (Roy Brown) – 2:14 (from single, 1954)
5. „Milkcow Blues Boogie" (Kokomo Arnold) – 2:39 (from single, 1955)
6. „You’re a Heartbreaker" (Jack Sallee) – 2:12 (from single, 1955)
7. „I’m Left, You're Right, She’s Gone" (Stan Kesler, William Taylor) – 2:37 (from single, 1955)
8. „Baby Let's Play House" (Arthur Gunter) – 2:17 (from single, 1955)

### Strona 2
1. „Mystery Train" (Junior Parker, Sam Phillips) – 2:26 (from single, 1955)
2. „I Forgot to Remember to Forget" (Kesler, Charlie Feathers) – 2:30 (from single, 1955)
3. „I’ll Never Let You Go (Little Darlin’)" (Jimmy Wakely) – 2:26 (RCA 1956)
4. „I Love You Because" (1st version) (Leon Payne) – 2:33 (RCA 1956)
5. „Trying to Get to You" (Rose Marie McCoy, Charles Singleton) – 2:33 (RCA 1956)
6. „Blue Moon" (Richard Rodgers, Lorenz Hart) – 2:41 (RCA 1956)
7. „Just Because" (Sydney Robin, Bob Shelton, Joe Shelton) – 2:34 (RCA 1956)
8. „I Love You Because" (2nd version) (Payne) – 3:25 (RCA 1956)